# Blokes
Blokes è un cortometraggio del 2010 diretto da Marialy Rivas e tratto dal racconto omonimo di Pedro Lemebel.
Il cortometraggio è anche contenuto nell'antologia di cortometraggi Boys On Film 5: Candy Boy (2010).

## Trama
Cile, 1986. Durante la dittatura di Pinochet, il giovane Luchito si innamora di Manuel, sedicenne vicino di casa che vede dalla finestra.

## Riconoscimenti
- 2010 - Festival di Cannes
  - Nomination Palma d'oro al miglior cortometraggio
- 2011 - Sundance Film Festival
  - Nomination Short Filmmaking Award
- 2011 - San Francisco International Film Festival
  - Miglior cortometraggio
- 2011 - Miami Film Festival
  - Gran Premio della Giuria